# Nasenkakadu
Der Nasenkakadu (Cacatua tenuirostris) ist eine in Australien beheimatete Papageienart. Gemeinsam mit dem Nacktaugenkakadu und dem Wühlerkakadu wird er den sogenannten „Corellas“ zugerechnet. Nasenkakadus sind ursprünglich nur im Südosten Australiens verbreitet gewesen. 
Die Art galt in den 1950er Jahren als stark gefährdet. Der Bestand betrug weniger als 1.000 Vögel. Nachdem die Myxomatose die in Australien eingeführten Kaninchen wesentlich reduzierte und damit ein wesentlicher Nahrungskonkurrent beseitigt war, hat sich der Bestand der Nasenkakadus deutlich erholt. Durch Gefangenschaftsflüchtlinge finden sich mittlerweile Nasenkakadu-Populationen in allen australischen Bundesstaaten. Diese Gefangenschaftsflüchtlinge sind vor allem auf den Versuch einer australischen Behörde zurückzuführen, durch Fangaktionen die Bestandszahl in den Regionen zu reduzieren, in denen sich der Bestand an Nasenkakadus so stark erholt hatte, dass sie zunehmend als Schädlinge galten. Die eingefangenen Vögel sollten an Privathalter verkauft werden. Die Wildfänge erwiesen sich jedoch als so ungeeignet für eine Heimtierhaltung, dass es vielerorts zu Aussetzungen kam.

## Erscheinungsbild
Nasenkakadus erreichen eine Körperlänge von 37 Zentimetern. Sie wiegen zwischen 480 und 650 Gramm.
Nasenkakadus weisen keinen Geschlechtsdimorphismus auf. Die Grundfärbung des Gefieders ist weiß. Die Federhaube ist verhältnismäßig klein und besteht aus Federn des vorderen Scheitels, die verlängert sind. Auffällig sind die orangefarbenen bis orangeroten Partien an Kopf und Kehle. Ein schmaler Bereich oberhalb des Schnabels, das so genannte Stirnband, die Zügel, der vordere Teil des Augenrings sowie ein halbmondförmiger Bereich der Kehle sind leuchtend orange. Der nackte Augenring ist von einem gelborangen Federband umgeben. Der unbefiederte Bereich um die Augen ist blass gräulich-blau. Ähnlich wie beim Nacktaugenkakadu und beim Wühlerkakadu ist die unbefiederte Partie unter dem Auge etwas nach unten verlängert. 
Die Federn auf dem Vorderrücken und der Brust bis zum Oberbauch sind an ihrer Basis blass rosa-orange. Schwungfedern und die äußeren Steuerfedern sind überwiegend weiß. Zur Basis hin werden sie gelblich. Die Innenfahnen der Unterseite sind gleichfalls blass gelblich. Der Schnabel ist hornfarben. Der Oberschnabel ist auffällig verlängert. Die Iris ist tiefbraun. Die Beine sind grau und die Zehen sind dunkelgrau.
Jungvögel gleichen den adulten Vögeln sehr. Die orangefarbenen Farbflächen auf dem Kopf und am Hals sind jedoch weniger ausgeprägt. Der Oberschnabel ist noch etwas kürzer als bei ausgewachsenen, geschlechtsreifen Nasenkakadus.
Der Flug des Nasenkakadus ist schnell mit einem flatternden Flügelschlag. Der Flug wird immer wieder von kurzen Phasen unterbrochen, bei denen die Nasenkakadus mit abwärts gebogenen Schwingen gleiten. Während des Fluges geben Nasenkakadus ein schrilles, fistelndes kurr-ur-rup... kurr-ur-rup als Kontaktruf von sich. Die Rufe der Nasenkakadus klingen für menschliche Ohren unangenehm. Sie sind außerdem sehr laut, so dass sie in der Regel eher gehört als gesehen werden.

## Verbreitung und Bestandsentwicklung
Das natürliche Verbreitungsgebiet des Nasenkakadus reicht vom äußersten Südosten South Australias bis ins Zentrum von Victoria und den Südwesten von New South Wales. In der Literatur wird gelegentlich noch ein größeres natürliches Verbreitungsgebiet angegeben. Dies resultiert jedoch aus Verwechselungen mit dem sehr ähnlichen Nacktaugenkakadu. 

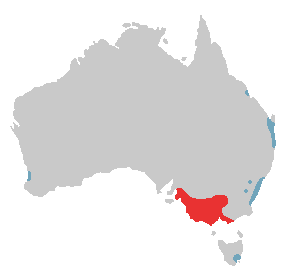
Natürliches Verbreitungsgebiet des Nasenkakadus

Vor der Besiedelung Australiens war das Verbreitungsgebiet nach heutigem Wissensstand größer. Die zunehmende Weidewirtschaft sowie die eingeführten Kaninchen schränkten die Nahrungsgrundlage der Nasenkakadus ein, da sich dadurch die Bodenvegetation nachhaltig änderte. Besonders negativ wirkte sich die Haltung von Schafen aus, während in Regionen, in denen vor allem Rinder gehalten wurden, noch größere Bestände an Nasenkakadus existierten. Durch die rückläufigen Nahrungsressourcen stellten sich Nasenkakadus auf Getreide als Ersatzfutter um. Farmer reagierten darauf mit Abschuss der Vögel und dem Auslegen von Giftködern. Dies führte bereits im 19. Jahrhundert lokal zu einer vollständigen Ausrottung der Nasenkakadus. In den 1950er Jahren existierten nur noch Restbestände der Population, so dass ein Aussterben der Art befürchtet werden musste. In den 1950er Jahren brach in der Kaninchenpopulation die Myxomatose aus, die die Population der Kaninchen schlagartig zusammenbrechen ließ. Damit war der ernsthafteste Nahrungskonkurrent der Nasenkakadus so stark reduziert, dass ab den 1950er Jahren die Bestände wieder anstiegen. Nasenkakadus profitierten außerdem zunehmend von in Australien eingeschleppten Pflanzen wie dem Zwiebelgras (Romulea rosea) und kultivierten Pflanzen wie den verschiedenen Getreiden und Sonnenblumen. Der Populationsanstieg der Nasenkakadus verlief über die nächsten drei Jahrzehnte so stark, dass es bereits in den 1980er Jahren wieder zu Problemen in stark landwirtschaftlich geprägten Regionen kam. Punktuelle Bestandsaufnahmen machen dabei deutlich, wie dramatisch die Bestandserholung teilweise verlief: In einer Region in South West Australia wurden im Oktober 1974 nur 182 Nasenkakadus gezählt. Lediglich zehn Jahre später umfasste der regionale Bestand 250.000 Individuen. Mittlerweile besiedeln Nasenkakadus wieder Regionen, in denen sie in den letzten einhundert Jahren nicht mehr vorkamen.

## Lebensraum

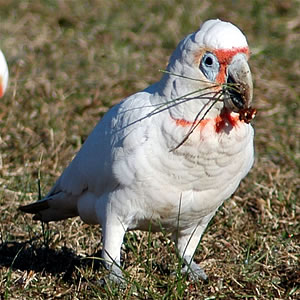
Nach Nahrung grabender Nasenkakadu

Der Lebensraum der Nasenkakadus sind Grassavannen in Höhenlagen unter 400 Meter über NN und mit jährlichen Niederschlagsmengen zwischen 250 und 800 Millimetern. Der Niederschlag ist überwiegend auf das Winterhalbjahr begrenzt. Sie bevorzugen damit etwas feuchtere Vegetationszonen als ihr nächster Verwandter, der Nacktaugenkakadu.
Nasenkakadus sind mittlerweile auch in größerer Zahl in der Umgebung von Städten anzutreffen. Nach Einschätzung des auf australische Papageien spezialisierten Ornithologen Joseph M. Forshaw sind diese Gefangenschaftsflüchtlinge überwiegend auf zwei fehlgeschlagene Fangaktionen des South Australian National Parks and Wildlife Service in den 1970er und 1980er Jahren zurückzuführen. Bei beiden Fangaktionen wurden Nasenkakadus in landwirtschaftlichen Regionen eingefangen, beringt und anschließend dem inneraustralischen Vogelhandel zugeführt. Die in den 1980er Jahren durchgeführte Fangaktion war dabei die größere Fangaktion. Die Wildfänge erwiesen sich als für die Heimtierhaltung vollständig ungeeignet und wurden zahlreich von Käufern und Händlern in die Freiheit entlassen. Auf diese Weise etablierten sich nachweislich Nasenkakadus in der Umgebung von Perth, einer Region, die niemals zu ihrem Verbreitungsgebiet gehört hatte. Ihre Ausbreitung in diesen Regionen wird kritisch gesehen, weil sie eine Nistplatzkonkurrenz zu den dort endemischen Kakaduarten darstellen. Es kommt außerdem in freier Wildbahn zu Kreuzungen mit dem nah verwandten Wühlerkakadu.
Die Ausbreitung von Nasenkakadus im urbanen Lebensraum ist nicht ohne Probleme. Sie stellen mit ihren lauten Rufen eine erhebliche Belästigung für die Anwohner dar. Sie durchwühlen außerdem Park- und Sportanlagen sowie Golfplätze auf der Suche nach Nahrung.

## Verhalten

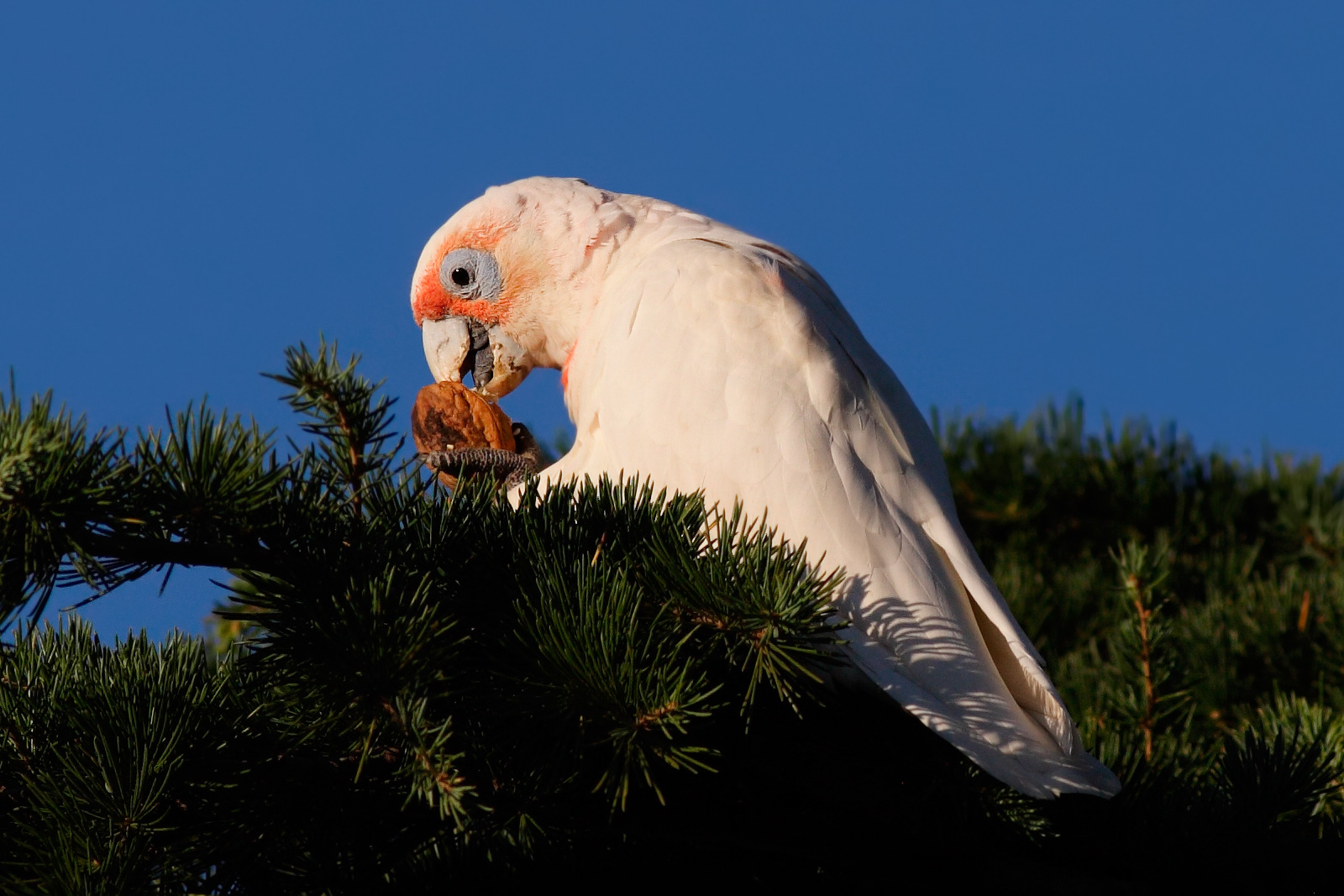
Nasenkakadu beim Fressen einer Walnuss

Nasenkakadus sind Vögel, die grundsätzlich in Schwärmen leben. Lediglich nistende Paare ziehen nicht in Schwärmen, sondern halten sich während der Fortpflanzungszeit in der Nähe ihrer Nisthöhle auf. Dies führt dazu, dass die Schwarmgröße im Jahresverlauf stark schwankt. So betrug in einem Untersuchungsgebiet im äußersten Südosten von South Australia die mittlere Schwarmgröße im September 29 Individuen; im Mai dagegen 249 Individuen. Während der Zeiten, in denen die meisten Getreidesaaten keimen und die Sonnenblumen reifen, schließen sich Nasenkakadus gelegentlich mit Rosakakadu und Gelbhaubenkakadus zusammen. Nasenkakadus profitieren in diesen Schwärmen ähnlich wie die Rosakakadus von dem sehr aufmerksamen Verhalten der Gelbhaubenkakadus. Diese verfügen über ein Wächtersystem, bei denen einige wenige Vögel in den Baumkronen verbleiben und die Umgebung beobachten, während die übrigen auf dem Boden nach Nahrung suchen. Nasenkakadus verfügen gleichfalls über ein Wächtersystem. Allerdings verbleiben Nasenkakadus dabei am Boden.
Nasenkakadus sind tagaktive Vögel, die in der Morgendämmerung den Schlafbaum verlassen. Sie suchen dann zunächst eine Wasserstelle auf, bevor sie in die Nahrungsgründe weiter fliegen. Während die Vögel im Winter den ganzen Tag mit Fressen verbringen, legen sie in den Sommermonaten während der heißesten Tageszeit eine längere Ruhepausen ein. Sie suchen dann im Blätterwerk von Bäumen Schutz vor der Sonne. Als Ruhebäume suchen sie bevorzugt solche auf, die sich in der Nähe von Gewässern befinden.

## Nahrung

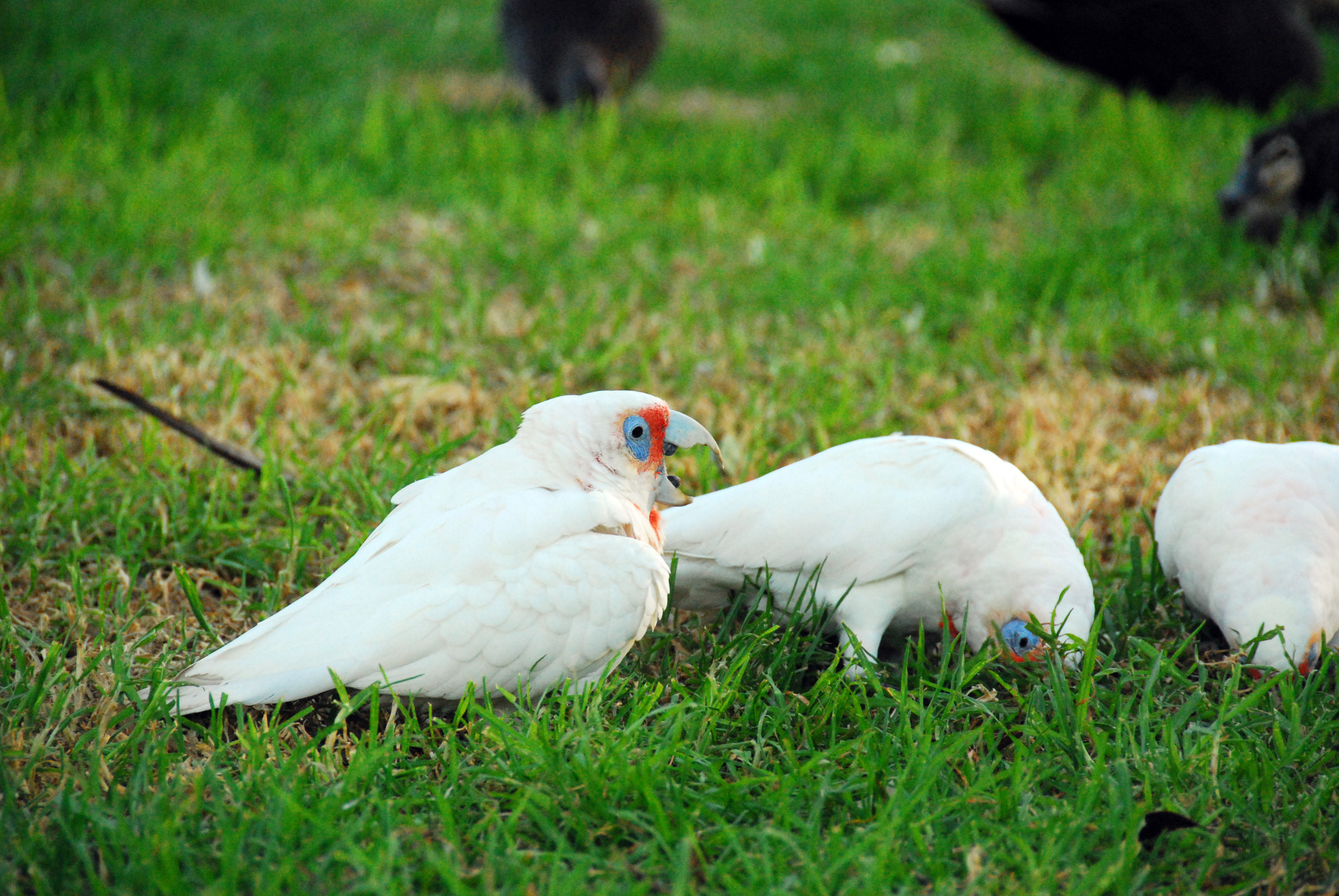
Nasenkakadus bei der Nahrungssuche

Nasenkakadus suchen ihre Nahrung nahezu ausschließlich am Boden. Sie suchen dabei entweder an der Bodenoberfläche nach Samen oder graben nach Wurzeln und Knollen. Der Schwarm bewegt sich während der Nahrungsaufnahme kontinuierlich weiter, da Nasenkakadus am Ende des fressenden Schwarms aufliegen und sich an der Spitze des Schwarms wieder niederlassen. Da Nasenkakadus während ihrer Nahrungssuche das Erdreich regelrecht umgraben, werden ihre Schwärme häufig von Insektenfressern begleitet.
Ursprünglich bestand die Nahrung der Nasenkakadus überwiegend aus der australischen Pflanze Microseris lanceolata. Dies hat sich mittlerweile stark geändert. Neunzig Prozent ihrer Nahrung stammt von Pflanzen, die in Australien willentlich oder versehentlich eingeführt wurden. Die Nahrungsanpassung ist dabei darauf zurückzuführen, dass einheimische Pflanzen durch Rodung, eingeführte Kaninchen und die Ausweitung der Weidewirtschaft zurückgedrängt wurden. Neben dem eingeschleppten Zwiebelgras, einer Art der Scheinkrokusse, ernähren sich Nasenkakadus heute vor allem von Reis, Hafer und Sonnenblumen.

## Fortpflanzung
Nasenkakadus verfügen über ein etwas elaborierteres Balzverhalten als die meisten anderen Kakaduarten. Männchen werben um ihr Weibchen, indem sie ihr das Gefieder kraulen und füttern es vor Kopulationsversuchen. Als weitere Balzgeste stolzieren Männchen mit gespreizten Flügeln auf das Weibchen zu und wenden sich dann von ihr wieder ab. Auch diese Balzgeste endet mit Kopulationsversuchen.

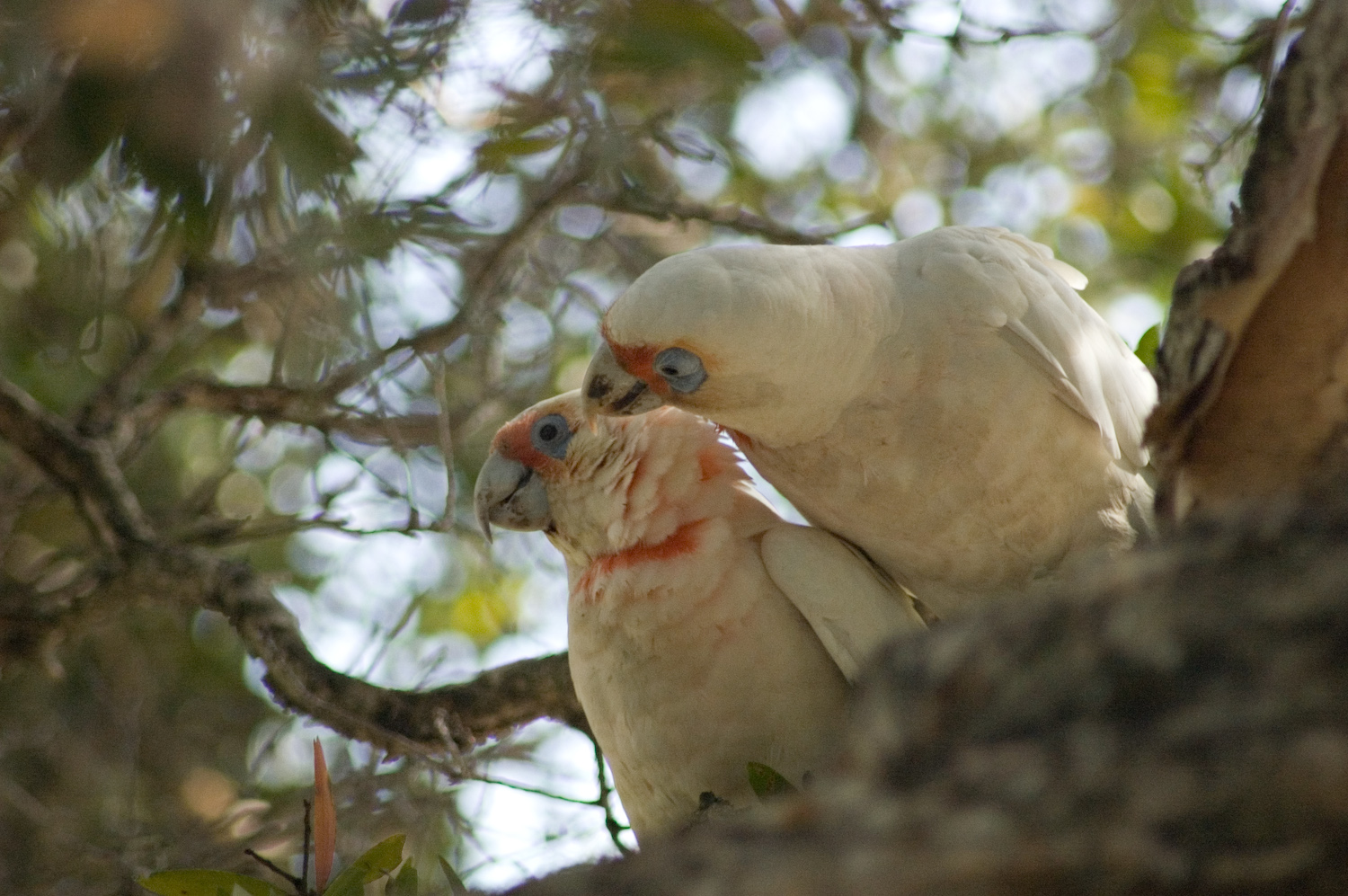

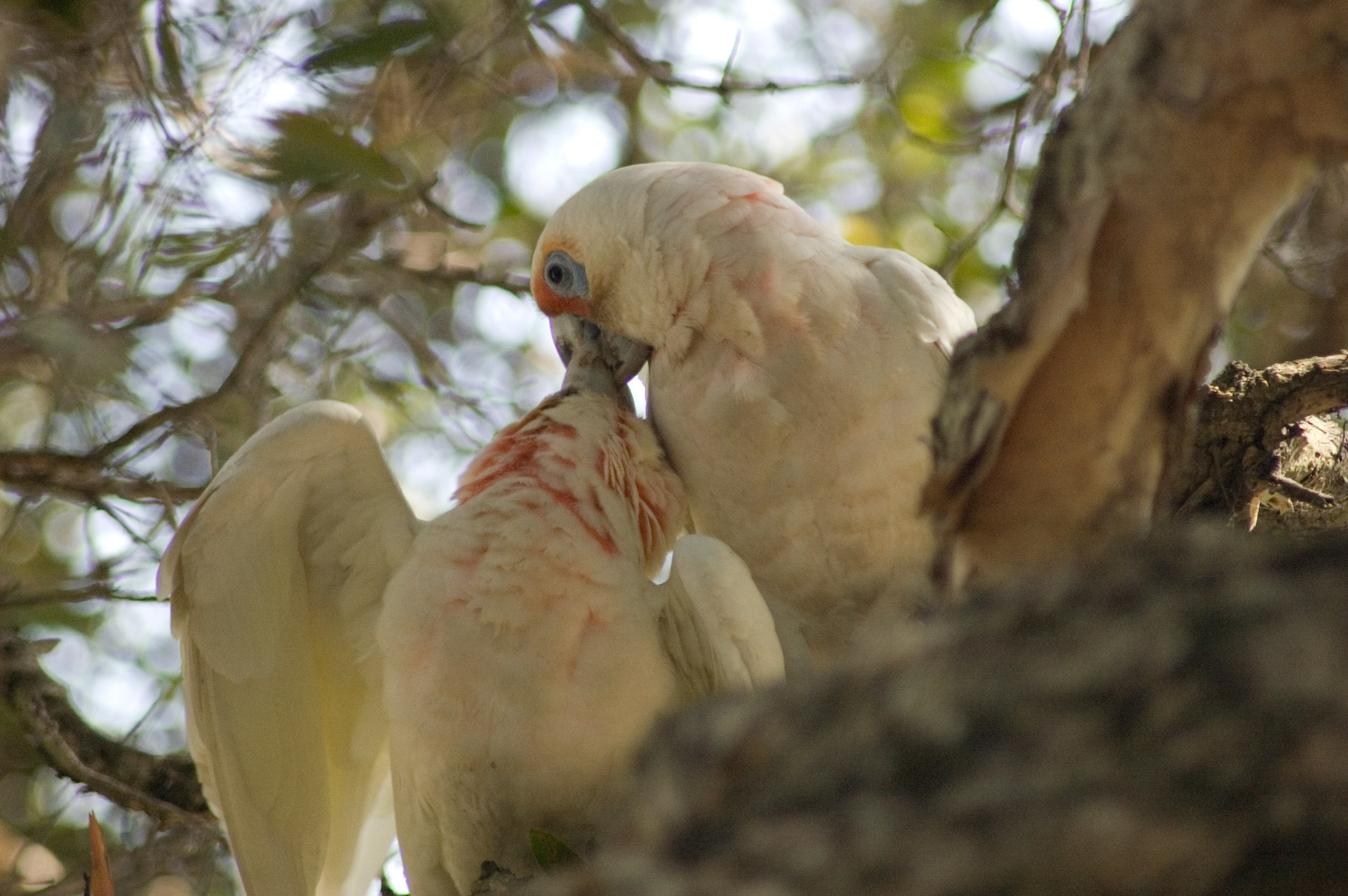
Gefiederkraulen und Füttern gehört zu den Balzgesten des Nasenkakadus

Nasenkakadus sind Höhlenbrüter. Die meisten Nester werden in der Eukalyptusart Eucalyptus camaldulensis angelegt. Der Mindestabstand zwischen den Nisthöhlen ist gering. Es wurden bereits Bäume gefunden, die nicht weniger als vier von Nasenkakadus genutzte Nisthöhlen aufwiesen. Die Nester enthalten zwischen zwei und vier Eier. Diese sind elliptisch bis elliptisch-oval und glanzlos. Beide Elternvögel brüten. Die Brutdauer beträgt 24 bis 25 Tage. Während der Nestlingszeit füttern beide Elternvögel die Nestlinge. Die Jungvögel verlassen mit etwa sieben Wochen die Nisthöhle. Erfahrungen bei der Aufzucht von Nasenkakadus weisen darauf hin, dass die Jungvögel danach vom weiblichen Elternvogel noch für einige Zeit gefüttert werden.

## Haltung in menschlicher Obhut
Nasenkakadus werden verhältnismäßig selten in menschlicher Obhut gehalten. Sie gelten häufig als weniger attraktive Kakaduart und sind außerdem ausgesprochen laute Vögel. Sie werden allerdings sehr anhänglich und stehen in dem Ruf, die menschliche Sprache gut imitieren zu können.

## Belege